# Sturmtruppen
Sturmtruppen è un fumetto comico satirico italiano, ideato e disegnato da Bonvi. Pubblicato dal 1968 sotto forma di strisce giornaliere, tra il 1984 e il 1985 passò gradualmente al formato in tavole, che mantenne fino alla fine della produzione nel 1995, dovuta alla scomparsa dell'autore. Ambientato al fronte, il fumetto è una raffigurazione satirica della seconda guerra mondiale dal punto di vista delle truppe d'assalto tedesche, spesso condita da situazioni surreali. I personaggi, quasi tutti anonimi soldati o graduati, parlano un italiano storpiato da suffissi e suoni tipicamente tedeschi.
È stato il primo fumetto italiano realizzato nel formato a strisce giornaliere e per molto tempo ha goduto di una grande popolarità non solo in Italia, venendo pubblicato su un vasto numero di giornali, riviste e libri e tradotto in undici lingue diverse, fra cui il russo (divenendo, tra l'altro, il primo fumetto straniero mai pubblicato nell'allora Unione Sovietica). Al fumetto si ispirano due lungometraggi ufficiali, uno del 1976 e l'altro del 1982, oltre a due film apocrifi/parodie, ovvero Kakkientruppen e Von Buttiglione Sturmtruppenführer e anche un videogioco, Sturmtruppen: The Videogame.

## Storia editoriale
La serie a strisce esordì su Paese Sera il 23 novembre 1968 a seguito di un concorso indetto dal quotidiano per una striscia a fumetti italiana inedita che Bonvi aveva vinto e poi anche sull'Almanacco della IV edizione del Salone dei Comics di Lucca nel novembre 1968. Nel 1969 la serie venne pubblicata sul quotidiano L'Ora e sulla rivista di fumetti Off-Side dell'Editoriale Nova e, nel corso degli anni, verrà edita su altri giornali e periodici come Segretissimo e la Gazzetta di Parma. Negli anni settanta viene pubblicata dall'Editoriale Corno su varie testate come Eureka dal 1972 al 1975, dove si interrompe per circa un anno e riprendere nel 1975 con la striscia n° 1370; lo stesso editore pubblica anche 18 albi monografici dedicati alla serie collana Eureka Pocket e poi due volumi della collana Comics Cartoons e, nel 1978, esordì la collana Sturmtruppen Coloren seguito da Sturmtruppen Mese nel 1981 e da Il Meglio di Sturmtruppen (1983). Con il fallimento dell'Editoriale Corno nel 1984, la serie è ripresa nel 1985 prima dalla Garden Editoriale sempre di Andrea Corno per una serie di pochi numeri e poi dalla Comic Art con un nuovo mensile, Sturmtruppen, Il mensilen degli Eroi della patrien e, dal 1986, dalla Gene Vincent, che pubblica un albo a formato orizzontale, Sturmtruppen, pubblicato per 69 numeri fino al 1994 (gli ultimi sette pubblicati dalla Franco Cosimo Panini).
La serie si è interrotta con la morte dell'autore nel 1995, il quale aveva realizzato complessivamente 5.865 fra strisce e tavole. Dopo la morte dell'autore, Leo Ortolani e Clod (Claudio Onesti), hanno realizzato una nuova serie di strisce per la rivista Il Giornalino.

## Personaggi principali
La gran parte delle strisce delle Sturmtruppen ha come protagonisti soldati semplici che portano nomi tedeschi piuttosto comuni (Fritz, Franz, Otto e altri) e talvolta un soprannome. Oltre a questi, vi è un certo numero di personaggi ricorrenti. Ecco i principali:
- Sergenten: veterano dell'esercito, pienamente inserito nel sistema, di cui ha assorbito l'ossessione per la disciplina ma anche, spesso, gli atteggiamenti sadici. È una delle figure più perfide e sovente vessa i soldati, affibbiando loro missioni pericolosissime e talvolta suicide.[2]
- Il fiero alleaten Galeazzo Musolesi: unico personaggio ad avere un'identità precisa. Italiano di San Giovanni in Persiceto, col suo comportamento furbo e approfittatore rappresenta una parodia degli stereotipi sugli italiani in guerra. Il suo nome, che richiama quelli di Benito Mussolini e Galeazzo Ciano, si deve a una burla che nel 1964 un gruppo di studenti di liceo amici di Bonvi fecero al preside della loro scuola, inviando al settimanale Oggi una lettera a firma di un fantomatico Galeazzo Musolesi, che affermava di essere stato compagno d'armi del preside durante la prima guerra mondiale e lo descriveva come un eroe, dicendo di averlo sentito leggere ad alta voce versi della Divina Commedia di Dante sotto un furioso bombardamento, per sollevare il morale delle truppe.[2][14][15]
- Cuoken: cuoco del campo, fortemente criticato per l'infima qualità del rancio che serve, spesso composto da ingredienti immangiabili quali pneumatici, olio per motori, arti di cadaveri. In un'occasione il suo rancio prende addirittura vita. È inoltre in pessimi rapporti col Sergenten e col soldaten Fritz, con i quali si rende protagonista di interessanti scontri talvolta anche piuttosto pesanti. In una striscia si scopre che il suo nome è "Krumpf".[2][16]
- Gli eroiken portaferiten: soldati che portano all'infermeria i feriti in battaglia tramite una barella. Non brillano per capacità e quasi sempre peggiorano le condizioni di coloro che assistono. Uno dei due si chiama Otto ed è palesemente poco intelligente, dell'altro, dal labbro e dalla dentatura sporgente, non si sa il nome.[17]
- L'eroiken portaordini: soldato coraggioso e spericolato, capace di lanciarsi senza esitazione e senza alcuna prudenza al di là di qualsiasi ostacolo (fiumi, dirupi, nemici) pur di portare a termine la propria missione di consegnare messaggi importanti.[18]
- Capitanen: il comandante della compagnia. Pur rappresentando anch'egli, come il sergente, l'autorità e il potere, di tanto in tanto assume il ruolo di mediatore, per impedire eccessi da parte degli altri graduati inferiori o superiori a lui. In alcune strisce dimostra tendenze particolari, vestendosi in abiti femminili e corteggiando soldati.[2][19]
- Tenente novellinen: un giovane e imbranato ufficiale, arruolato solo per nepotismo, incapace di svolgere anche le mansioni più semplici. Le sue missioni si risolvono regolarmente in un disastro.[2][20]
- Gli uffizialen superioren: si tratta della più alta fonte di autorità, ossia generali, colonnelli o ispettori, che appaiono di tanto in tanto. Detengono il potere ma non sempre ricevono il dovuto rispetto.[2][21]
- Piccola fedetta prussiana: un triste soldato perennemente su un albero a osservare i nemici, anche se in realtà a causa dei motivi più disparati non vede mai niente. Quando rimane incastrato sull'albero, dopo vari tentativi infruttuosi, l'unico modo per farlo scendere è quello di sparargli. Il nome è chiaramente mutuato dalla "piccola vedetta lombarda" presente nel romanzo Cuore di Edmondo De Amicis.[2][22]
- Doktoren: è l'ufficiale medico, ma alquanto impreparato, anche perché in realtà ha studiato veterinaria e con l'unico motivo di ottenere il contrassegno per parcheggiare la sua auto ovunque. Lo si trova a volte intento a perseguire strani obiettivi quali la pozione per l'invisibilità o la caccia ai vampiri.[23]
- Il nobile alleaten del Sol Levante: aviere dell'aeronautica militare dell'Impero Giapponese, caratterizzato secondo gli archetipi del popolo nipponico nella fisionomia e nella parlata nonché nella mentalità e nelle proprie tradizioni, la sua introduzione nel microcosmo delle Sturmtruppen dà luogo ad una plastica contrapposizione con il fiero alleaten Galeazzo Musolesi, col quale va regolarmente in competizione e che considera un rivale nel tentativo di accattivarsi le grazie dell'alto comando tedesco.

## Altri media

### Audiolibro
- Audiocassetta contenente una lettura di una selezione di strisce prodotta nel 1976 dalla Mondadori.[6]

### Cinema

#### Film Ufficiali
- Sturmtruppen (1976), diretto da Salvatore Samperi e scritto con la collaborazione dello stesso Bonvicini, che ebbe anche una piccola parte nel ruolo del prigioniero da fucilare.[6][7][8][13]
- Sturmtruppen 2 - Tutti al fronte (1982), fu diretto dallo stesso regista e interpretato, tra gli altri, da Massimo Boldi e Teo Teocoli.[6][9][13]

#### Parodie o falsi sequel
- Kakkientruppen (1977), diretto da Marino Girolami
- Von Buttiglione Sturmtruppenführer (1977), diretto da Mino Guerrini
- Zio Adolfo in arte Führer (1978), diretto da Castellano e Pipolo

### Musica
- Sturmtruppen/L'inquilino, singolo di Cochi e Renato del 1976.[6]

### Narrativa
- Le ultime lettere delle Sturmtruppen: raccolta di lettere dei soldati raccolte da Bonvi, edito nel 1978 dall'editoriale Corno.[6]

### Teatro
- Rappresentazione teatrale a Roma nel 1972 diretto da Nino De Tollis. Fece scandalo perché, prendendo spunto da una serie di vignette in cui le truppe vanno in giro nude, sul palco comparvero, per la prima volta in Italia, alcuni attori completamente nudi.[6][13]

### Televisione
- Le strisce a fumetti comparvero lette da attori all'interno dei programmi Gulp! e Supergulp! Fumetti in Tv,[6] in puntate trasmesse sul Secondo Programma dal 6 al 10 aprile 1981 (puntate n. 16-20).
- Le strisce a fumetti comparvero sotto forma di strisce animate, nella trasmissione di Red Ronnie Be Bop A Lula.[6]

### Videogiochi
- Sturmtruppen: The Videogame per Amiga, del 1992.[6]
- Sturmtruppen: Risiken? per PC, del 1997.

## Merchandising
- Collezione di figurine prodotta nel 1977 dall'editoriale Corno.[6]

## Premi
- Per la sua opera su Sturmtruppen nel 1973 Bonvi vince il premio belga Prix Saint-Michel come miglior disegnatore europeo.